# Улица Виршу (Рига)
Улица Ви́ршу (латыш. Viršu iela, дословно Вересковая) — тупиковая внутриквартальная улица в Видземском предместье города Риги, в Пурвциемсе. Начинается от улицы Пурвциема, вблизи её пересечения с улицей Ницгалес. Идёт преимущественно в восточном направлении и заканчивается, немного не доходя улицы Стирну (выезда на неё не имеет). С другими улицами не пересекается. Общая длина улицы составляет 369 метров.
Возникла в 1930-е годы под своим первоначальным названием, которое никогда не изменялось. В 1980-е годы застроена современными 9-12-этажными зданиями.